# Stazione di Sanfrè
La stazione di Sanfrè è una fermata ferroviaria posta sulla linea Carmagnola-Bra, a servizio dell'omonimo comune.

## Storia
La stazione era originariamente denominata "Bra-Sanfrè". Il 25 maggio 1936 venne declassata a fermata, e nel 1940 assunse la denominazione attuale.

## Movimento
Nell'impianto effettuano fermata i treni regionali in servizio sulla relazione SFM4 Alba - Torino Stura del servizio ferroviario metropolitano di Torino, svolti da Trenitalia nell'ambito del contratto di servizio stipulato con la Regione Piemonte.